# مهرگرد
مهرگرد، روستایی از توابع بخش مرکزی شهرستان سمیرم در استان اصفهان ایران است.

## جمعیت
این روستا در دهستان وردشت قرار دارد و بر اساس سرشماری مرکز آمار ایران در سال ۱۳۹۵، جمعیت آن ۱۰۲۰ نفر (۳۰۴ خانوار) بوده‌است.

## مردم
اهالی روستای مهرگرد از ایل قشقایی ، طایفه دره شوری هستند و به زبان ترکی قشقایی سخن می‌گویند.